# Musée préfectoral d'art de Mie
Le Musée préfectoral d'art de Mie (三重県立美術館, Mie kenritsu bijutsukan) est un musée ouvert en 1982 à Tsu, dans la préfecture de Mie, au Japon.

## Collections
La collection a un accent particulier sur la peinture yō-ga.